# 吉林里 (新北市)
吉林里為台灣新北市貢寮區轄下之里，面積16.3328平方公里。

## 範圍
枋腳街、內寮街。

## 便利商店
本里目前沒有便利商店。